# 同和団体
同和団体（どうわだんたい）とは、日本の部落問題に関連する当事者団体を称する団体で利益団体としても活動する。
小さな独立系団体を除き、異なる連携政党を持つ4つの全国区の大きな同和団体が存在し、運動方針においてそれぞれ独自の路線を打ち出している。
日本国政府が交渉対象団体として認めているのは、自由同和会（自民党系）と全国地域人権運動総連合（共産系）と部落解放同盟 （社会党・民主系）の3団体である。かつて全日本同和会も政府の公認交渉対象団体だったが、同和利権がらみで不祥事らを理由に排除された。ただし、同和利権・同和行政に批判的な人権連（系団体）を除き、不祥事が多発しているが排除されていない。そのため、都道府県によって公認交渉団体が異なる。神奈川県では公認３団体の一つは自由同和会ではなく、全日本同和会である。
なお、部落解放運動内部では、俗に「六千部落、三百万人の兄弟姉妹」という言葉が流布されてきた。それに基づくなら、主要4団体（解放同盟、全国人権連、自由同和会、全日本同和会）に所属する部落出身者は全体の4分の1以下ということになる。また、本来メンバーは部落出身者のみとしているが、実際はこれらの組織の構成員は部落出身者のみに留まらず、外部からの流入者までいて、地区のトップを務めていることもある。

## 全国的行政対応団体
自由同和会
- 自民党系列。暴力団と癒着した犯罪・不祥事の続発する全日本同和会から1986年7月20日に便宜的に分裂・再結成した組織「全国自由同和会」が前身。差別に対しては基本的に確認・糾弾を行わないものの、確認・糾弾の歴史的意義は認めている[3]。人権擁護法案を推進。2003年に自由同和会と改称。2006年現在、23都府県連に9万8000人の会員を持つ。研究部門として地域改善対策研究所を持つ。機関紙は『ヒューマンジャーナル』。

全国地域人権運動総連合
- 略称、全国人権連。全人連と略される場合もある。日本共産党系列。1970年に部落解放同盟から追放される形で分裂した部落解放正常化全国連絡会議（正常化連）の後身として1976年に結成した全国部落解放運動連合会を2004年に改組した。被差別部落への恐怖や憎悪や偏見を助長するものとして糾弾闘争を批判。国民融合論を支持し、部落問題は基本的に解消したものとしている。人権擁護法案についてはエセ同和を助長するものとしてこれに反対。研究部門として部落問題研究所と友好関係があり、常に同一歩調を取る。啓蒙組織として国民融合をめざす部落問題全国会議を持つ。機関紙は『解放の道』。1987年5月の段階では、登録員約8万人、36都府県に支部を持っていた。

部落解放同盟
- 略称、解放同盟。単に同盟と自称することもある。また日本共産党やその関連団体からはカギカッコつきの「解同」、中核派系列の全国連からは解同本部派という略称で呼ばれる。1946年結成の部落解放全国委員会の後身として1955年に誕生。日本共産党以外の全ての国政政党にパイプを持ち、日本社会党の主要な支持団体であった。人権擁護法案の成立に向けて自民党や公明党や社民党の一部の政治家と手を結ぶものの、組織幹部の松本龍や松岡徹を民主党から国会に送り出すなど、特に民主党系政党と関係が深い。谷畑孝など、日本維新の会関係の組織内候補も存在する。部落差別は全体としては解消の方向にあるものの、なお根強く存在し、一部にはそれを拡大助長する動きもあると主張。政府が交渉対象団体とする同和団体の中で唯一、糾弾を部落解放運動の生命線と位置づけている。日本労働組合総連合会と連帯。研究部門として部落解放・人権研究所を、出版部門として部落解放同盟中央出版局と解放出版社を、報道部門として解放新聞社を持つ。機関紙は『解放新聞』。1987年5月の段階では、登録員約17万4,200人、全国に43都道府県の支部を持っていた。2010年のデータによると同盟員の数は7万人を割り、平均年齢が60歳を超えるなど、組織の高齢化が進んでいる[4][5]。角岡伸彦は2012年9月に「最盛期には18万人いた部落解放同盟員は、現在その3分の1の6万人にまで激減した」と記している[6]。

## 地方自治体対応団体
全日本同和会
- 略称、同和会。元は自民党系列。1960年に結成。歴史的には解同に次いで古い全国的組織であり、解同内部の保守層の組織として誕生。「過去の開放運動（原文のママ）の歴史的な推進過程の中で、差別糾弾闘争は国民に恐怖感を与え、差別意識を温存させる結果を招来させており、この様な観点から解放運動は『対決と闘争』中心のみでは完全解消を期することは出来ないという教訓を学び、この教訓からわれわれは、『対話と協調』により、国民の理解と合意を得」ることを謳う。不祥事が続発したため、自民党からも連帯関係を全自同に移された。1987年5月の段階では、登録員約35万人、43都道府県に支部を持つ。

自由同和同友会
- 全国の自由同和会幹部や会員らが中心となり、同和団体、人権団体の健全化を図るため、野崎芳典が代表になり、新たに立ち上げられた団体。立ち上げの経緯として、自由同和会は日本国政府交渉対象団体と言っても、結局はえせ同和行為が蔓延しており、近年では給付金詐欺、貸金業法、持続化給付金詐欺で逮捕された者もでている。熱海の盛り土問題なども起こしており、このままでは同和問題は当然として、同和団体そのものへの偏見が変わらないことを危惧した為、同じ志を持った若い世代の多数の者たちが立ち上がり結成された団体。東京都台東区上野に東京都本部を置く。会員数は約1,000名、10都道府県に支部を持つ。機関紙は『地域との絆』。

自由同和同友会公式サイト
愛媛県同和対策協議会
- 松山市に存在。

岐阜県民主同和促進協議会
- 岐阜市に存在。

同和協議会鹿児島県連合会
- 鹿児島市に存在。

奈良県部落解放同盟支部連合会
- 奈良県磯城郡田原本町に存在。委員長山下力の名から山下県連という俗称がある。山川戦争と呼ばれる派閥抗争の末、1993年、部落解放同盟奈良県連合会（委員長川口正志の名から川口県連という俗称がある）から分裂。自立と連帯を謳う。2009年、「部落差別は今もなくなっていないが、差し迫った課題ではなくなった」との立場から新組織「人権情報センター絆」に改組することを発表。

部落解放愛する会
- 1973年11月、部落解放同盟埼玉県連合会から分裂成立した組織。水平運動以来の活動家で部落解放同盟埼玉県連委員長などを歴任した野本武一の死後、県連委員長のポストは武一の息子の野本勝彦に世襲された。この野本勝彦委員長を中心とする部落解放同盟埼玉県連合会幹部の不正や腐敗に対する反乱から結成された[7]。全解連埼玉県連大会に祝電を送り、日本共産党系の「国民融合をめざす部落問題埼玉県会議」に加盟を申し入れている[8]。機関紙は『荊棘』（けいきょく）。埼玉県東松山市に中央本部を置き、栃木県、茨城県、埼玉県で活動している。

部落解放愛する会正統派埼玉県連合会
- 部落解放愛する会埼玉県連合会から分裂した組織。

部落解放北足立郡協議会
- 部落解放同盟から分裂した組織。埼玉県北足立郡域で活動。

部落解放推進の会長野県本部
- 部落解放同盟長野県連から1978年12月に分裂した組織。“部落解放同盟長野県連刷新の会”から改称。機関紙に『解放長野』。2006年春に部落解放同盟長野県連に再統合された。

北埼・埼葛同和対策運動連合会
- 部落解放同盟から分裂した組織。埼玉県加須市で活動し、北埼玉郡域や北葛飾郡域が対象となる。

崇仁協議会
- 京都市下京区の崇仁同和地区に存在する組織。1986年に崇仁同和協議会の名称で誕生。バブル経済の中でJR京都駅前再開発事業に関係して150億円以上の利益をあげたが、1990年頃から内紛が頻発。1992年には設立者が覚醒剤取締法違反や詐欺で逮捕され、のちに有罪判決が確定。2006年9月に代表理事が企業恐喝で逮捕された。

日本同和清光会
- 1978年結成。全日本同和会から分裂した組織。創始者で最高顧問の尾崎清光は前科17犯の大物事件屋であり、衆議院が乱発した5億円近い手形の回収を依頼されたことがきっかけでこの組織を設立した。尾崎は元法務大臣西郷吉之助と親しく、住吉会をバックに持ち、高級貴金属で身を飾り、リムジンを乗り回して“歩く3億円”あるいは“エセ同和の帝王”と言われたが、1984年1月30日、糖尿病で入院中に刺客を仕向けられ、短銃で射殺された。その後、組織分裂を経て、新日本同和清光会の名で存続している（会長は山本新男（やまもとわかお））。

部落解放同盟全国連合会
- 略称、全国連。元中核派系列。1992年に部落解放同盟大阪府連合会から分裂した組織。糾弾闘争においては部落解放同盟よりもさらに積極的な立場を取る。しかし、時として与党と手を結ぶことも厭わない部落解放同盟（全国連はこれを「解同本部派」と呼ぶ）の政治姿勢を、体制の手先に成り下がったものと呼び、激しく批判している。人権擁護法案については、糾弾の推進を妨げるものとしてこれに反対する。研究部門として部落解放理論センターがあり、機関紙に『部落解放新聞』がある。2013年、全国連からの分裂組織として全国水平同盟が大阪府八尾市で結成され、全国連中央本部と対立している[9][10]。

全国水平同盟
- 略称、水平同盟。中核派系列。中核派が大衆運動路線を転換し、労働運動を中心として、部落解放運動はそれに付随するものと位置づけたことから、全国連が中核派を「差別である」と批判し、自己批判を迫る。対立は全学連による「広島事件」にまで発展する。2013年、中核派本部の方針を支持した全国連の支部が離脱し、水平同盟を結成。

（註）これらの他、行政対応しない団体は泡沫組織も含めて数百にのぼる。また、部落解放同盟から除名を受けた者たちが、部落解放同盟と無関係であるにも拘らず「部落解放同盟」を名乗って活動している例も存在する。